# Peggy Sue
Peggy Sue is een nummer dat geschreven is in 1957 door Jerry Allison en Norman Petty. Het werd in dat jaar op de plaat gezet door Buddy Holly. Toen Holly op 3 februari 1959 bij een vliegtuigongeluk om het leven was gekomen, werd op verzoek van Jerry Allison de naam Buddy Holly aan de schrijvers toegevoegd.

## Versie van Buddy Holly
Peggy Sue werd op 29 juni en 1 juli 1957 opgenomen door Buddy Holly, die zong en gitaar speelde, met begeleiding van Jerry Allison op drums en Joe B. Mauldin op contrabas. Opvallend is het drumwerk van Allison, die voortdurend paradiddles op de tom-tom speelt. Holly bespeelt zijn gitaar met een plectrum, wat de nadruk op de drumpartij nog eens versterkt. Het nummer kwam uit als single met op de achterkant Everyday.
De plaat haalde de derde plaats in The Top 100, de directe voorloper van de Billboard Hot 100, en de zesde plaats in de UK Singles Chart. Peggy Sue is altijd een van de beroemdste nummers van Buddy Holly gebleven. Het popblad Rolling Stone zette Peggy Sue op 194 in de lijst van ‘The 500 Greatest Songs of All Time’ van 2004. In 1999 publiceerde National Public Radio een lijst van de ‘100 belangrijkste Amerikaanse muziekwerken van de 20e eeuw’. Daarop figureert ook Peggy Sue.
In 1958 werd het nummer op het album Buddy Holly gezet.
Het nummer heette eerst Cindy Lou, naar een nicht van Buddy Holly. De schrijvers veranderden de titel in Peggy Sue toen Jerry Allison ruzie kreeg en het weer goed maakte met zijn vriendin, Peggy Sue Gerron (1940-2018), met wie hij later trouwde.

## Een vervolg
In 1959 werd in de nalatenschap van Buddy Holly een demo gevonden van een vervolg op Peggy Sue: Peggy Sue Got Married. Op de demo was alleen  Buddy Holly met zijn gitaar te horen. De platenmaatschappij Coral Records voegde aan het bandje een achtergrondkoortje en extra muziekpartijen van studiomuzikanten toe en bracht het zo ontstane nummer in 1959 uit als single (met als achterkant Crying, Waiting, Hoping). Het nummer diende als inspiratiebron voor de film Peggy Sue Got Married.

## Coverversies
Anderen die het nummer hebben uitgevoerd, zijn onder andere:
- The Beach Boys op het M.I.U. Album van 1978;
- Cobra Starship op hun album Listen to Me: Buddy Holly uit 2011;
- de country-artiest Billy ‘Crash’ Craddock op het album Mr Country Rock uit 1973;
- John Lennon op zijn album Rock 'n' Roll uit 1975.
- Hank B. Marvin, die een instrumentale versie opnam voor zijn album Hank Plays Holly uit 1996.

## Invloed van het nummer
Het lied heeft een grote invloed gehad op de popcultuur. Talrijk zijn de liedjes waarin even op  Peggy Sue wordt gezinspeeld. Als voorbeeld vier regels uit Barbara Ann van The Regents uit 1961 (bekender van The Beach Boys uit 1965):
‘Tried Peggy Sue
Tried Betty Lou
Tried Mary Lou
But I knew she wouldn’t do’
Andere liedjes waarin Peggy Sue even wordt genoemd, zijn bijvoorbeeld De De Dinah van Frankie Avalon, Old van Paul Simon (2000), Man Down van Rihanna (2011) en Ooh! My Head van Ritchie Valens (1958).
blink-182 zette een nummer met de titel Peggy Sue op zijn album Cheshire Cat uit 1994. De Poolse popgroep Myslovitz zong in 1999 een liedje Peggy Sue nie wyszła za mąż (‘Peggy Sue is niet getrouwd’) en de Noorse groep Trashcan Darlings in 2004 een liedje Peggy Sue Is Dead. Julian Cope bracht in 1991 een album uit met de naam Peggy Suicide.
Het nummer speelt ook een rol in vele films. Zo zet in Almost Famous  de sologitarist van de fictieve band Stillwater, Russell Hammond, het liedje in als het vliegtuig waarin de groep wordt vervoerd, in een storm terechtkomt – een wat lugubere verwijzing naar Holly’s dood als gevolg van een vliegtuigongeluk.
In Quentin Tarantino’s film Pulp Fiction komt een ober Buddy Holly voor, die een klant aanspreekt als Peggy Sue.
In een episode van de televisieserie Quantum Leap brengt de hoofdpersoon Sam Beckett Buddy Holly op het idee om Peggy Sue te schrijven.
In het verhaal The Second Coming of Buddy Holly van Edward Bryant uit 1988 heet Peggy Sue nog steeds Cindy Lou en heeft Holly’s vliegtuigongeluk nooit plaatsgevonden.
Brighton is de thuisbasis van een popgroep die zich Peggy Sue noemt.

## Hitnoteringen

### Evergreen Top 1000
| Evergreen Top 1000 "Peggy Sue" | Evergreen Top 1000 "Peggy Sue" | Evergreen Top 1000 "Peggy Sue" | Evergreen Top 1000 "Peggy Sue" | Evergreen Top 1000 "Peggy Sue" | Evergreen Top 1000 "Peggy Sue" | Evergreen Top 1000 "Peggy Sue" | Evergreen Top 1000 "Peggy Sue" | Evergreen Top 1000 "Peggy Sue" | Evergreen Top 1000 "Peggy Sue" | Evergreen Top 1000 "Peggy Sue" | Evergreen Top 1000 "Peggy Sue" | Evergreen Top 1000 "Peggy Sue" | Evergreen Top 1000 "Peggy Sue" | Evergreen Top 1000 "Peggy Sue" | Evergreen Top 1000 "Peggy Sue" |
| Jaar                           | 2008                           | 2009                           | 2010                           | 2011                           | 2012                           | 2013                           | 2014                           | 2015                           | 2016                           | 2017                           | 2018                           | 2019                           | 2020                           | 2021                           | 2022                           |
| ------------------------------ | ------------------------------ | ------------------------------ | ------------------------------ | ------------------------------ | ------------------------------ | ------------------------------ | ------------------------------ | ------------------------------ | ------------------------------ | ------------------------------ | ------------------------------ | ------------------------------ | ------------------------------ | ------------------------------ | ------------------------------ |
| Positie                        | 0                              | 171                            | 89                             | 16                             | 865                            | 151                            | 94                             | 104                            | 99                             | 49                             | 28                             | 40                             | 39                             | 35                             | 35                             |

### NPO Radio 2 Top 2000
| Nummer met noteringen in de NPO Radio 2 Top 2000 | '99 | '00 | '01 | '02 | '03 | '04 | '05 | '06 | '07 | '08 | '09  | '10 | '11  | '12  | '13  | '14  | '15 | '16  | '17  |
| ------------------------------------------------ | --- | --- | --- | --- | --- | --- | --- | --- | --- | --- | ---- | --- | ---- | ---- | ---- | ---- | --- | ---- | ---- |
| Peggy Sue                                        | 483 | 489 | 651 | 454 | 307 | 524 | 488 | 505 | 457 | 450 | 1046 | 960 | 1155 | 1441 | 1507 | 1977 | -   | 1908 | 1850 |

1. ↑  Een '-' betekent dat het nummer niet was genoteerd en een vetgedrukt getal geeft de hoogste notering aan.
2. ↑  Deze tabel is bijgewerkt tot en met de meest recente editie (2024).